# Refranche
Refranche ist eine ehemalige französische Gemeinde  mit 19 Einwohnern (Stand: 1. Januar 2022) im Département Doubs in der Region Bourgogne-Franche-Comté. Sie gehörte zum Arrondissement Besançon.
Im Jahre 1973 wurde Refranche zusammen mit den anderen bislang selbstständigen Gemeinden Alaise, Coulans-sur-Lizon und Doulaize als Communes associées mit Éternoz fusioniert.
Der Erlass des Präfekten vom 18. September 2024 legte mit Wirkung zum 1. Januar 2025 die Eingliederung von Refranche als Commune déléguée zusammen mit den früheren Gemeinden Éternoz und Saraz und den anderen ehemaligen Communes associées von Éternoz, Alaise, Coulans-sur-Lizon und Doulaize zur Commune nouvelle Éternoz-Vallée-du-Lison fest.

## Geografie
Refranche liegt etwa 23 Kilometer südlich der Stadt Besançon (Luftlinie) in der historischen Provinz Franche-Comté. Das Ortszentrum liegt auf etwa 425 m Höhe.

## Bevölkerungsentwicklung
| Refranche: Einwohnerzahlen von 1793 bis 2020                                                                               | Refranche: Einwohnerzahlen von 1793 bis 2020 | Refranche: Einwohnerzahlen von 1793 bis 2020 | Refranche: Einwohnerzahlen von 1793 bis 2020 | Refranche: Einwohnerzahlen von 1793 bis 2020 |
| --- | -------------------------------------------- | -------------------------------------------- | -------------------------------------------- | -------------------------------------------- |
| Jahr |                                              |                                              |                                              | Einwohner                                    |
| 1793 | 1793                                         |                                              | 133                                          | 133                                          |
| 1800 | 1800                                         |                                              | 137                                          | 137                                          |
| 1806 | 1806                                         |                                              | 165                                          | 165                                          |
| 1821 | 1821                                         |                                              | 158                                          | 158                                          |
| 1831 | 1831                                         |                                              | 162                                          | 162                                          |
| 1836 | 1836                                         |                                              | 157                                          | 157                                          |
| 1841 | 1841                                         |                                              | 160                                          | 160                                          |
| 1846 | 1846                                         |                                              | 169                                          | 169                                          |
| 1851 | 1851                                         |                                              | 174                                          | 174                                          |
| 1856 | 1856                                         |                                              | 161                                          | 161                                          |
| 1861 | 1861                                         |                                              | 172                                          | 172                                          |
| 1866 | 1866                                         |                                              | 159                                          | 159                                          |
| 1872 | 1872                                         |                                              | 140                                          | 140                                          |
| 1876 | 1876                                         |                                              | 137                                          | 137                                          |
| 1881 | 1881                                         |                                              | 136                                          | 136                                          |
| 1886 | 1886                                         |                                              | 124                                          | 124                                          |
| 1891 | 1891                                         |                                              | 109                                          | 109                                          |
| 1896 | 1896                                         |                                              | 132                                          | 132                                          |
| 1901 | 1901                                         |                                              | 103                                          | 103                                          |
| 1906 | 1906                                         |                                              | 110                                          | 110                                          |
| 1911 | 1911                                         |                                              | 118                                          | 118                                          |
| 1921 | 1921                                         |                                              | 91                                           | 91                                           |
| 1926 | 1926                                         |                                              | 96                                           | 96                                           |
| 1931 | 1931                                         |                                              | 72                                           | 72                                           |
| 1936 | 1936                                         |                                              | 80                                           | 80                                           |
| 1946 | 1946                                         |                                              | 100                                          | 100                                          |
| 1954 | 1954                                         |                                              | 100                                          | 100                                          |
| 1962 | 1962                                         |                                              | 89                                           | 89                                           |
| 1968 | 1968                                         |                                              | 69                                           | 69                                           |
| 2006 | 2006                                         |                                              | 48                                           | 48                                           |
| 2013 | 2013                                         |                                              | 32                                           | 32                                           |
| 2020 | 2020                                         |                                              | 18                                           | 18                                           |
| Quelle(n): EHESS/Cassini bis 1999, INSEE ab 2006 Anmerkung(en): Ab 1962 offizielle Zahlen ohne Einwohner mit Zweitwohnsitz |                                              |                                              |                                              |                                              |

## Sehenswürdigkeiten
- Schloss Refranche aus dem 16. Jahrhundert